# 1991 TL
1991 TL är en asteroid i huvudbältet som upptäcktes den 1 oktober 1991 av den australiensiske astronomen Robert H. McNaught vid Siding Spring-observatoriet.